# Віллабасса
Віллабасса (італ. Villabassa) — муніципалітет в Італії, у регіоні Трентіно-Альто-Адідже,  провінція Больцано.
Віллабасса розташована на відстані близько 540 км на північ від Рима, 115 км на північний схід від Тренто, 70 км на схід від Больцано.

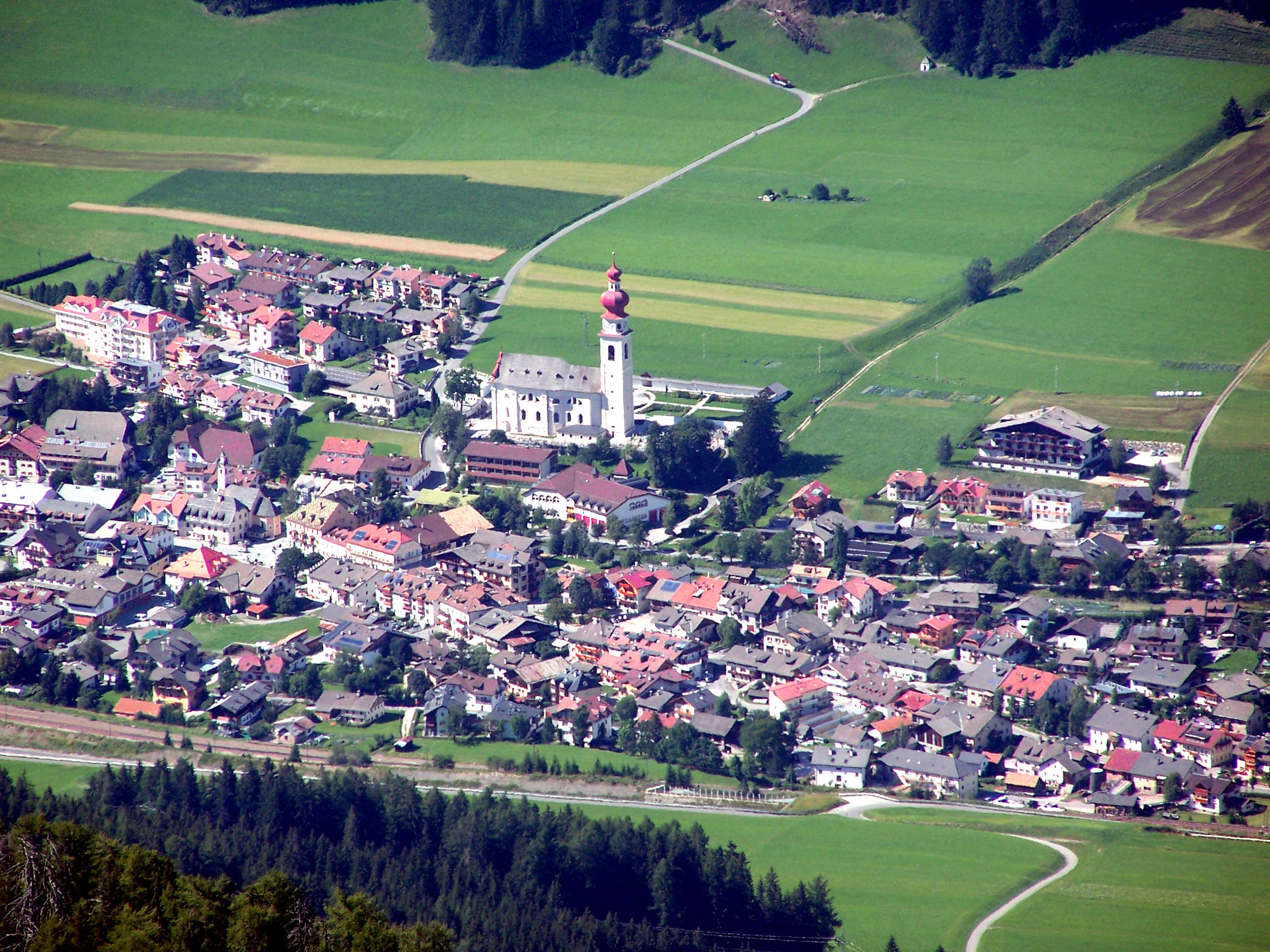

Населення — 1535 осіб (2014).

## Демографія
Населення за роками:

Станом на 1 січня 2023 року в муніципалітеті офіційно проживало 138 іноземців з 28 країн, серед них 33 громадяни країн Євросоюзу та 9 громадян України.

## Сусідні муніципалітети
- Браєс
- Добб'яко
- Монгуельфо-Тезідо
- Валле-ді-Казієс